# 椿理沙
椿 理沙（つばき りさ、1979年9月8日 - ）は、日本の女性声優、舞台女優。マウスプロモーション所属。東京都目黒区出身。

## 経歴
小学校時代、映画好きな母に連れられて、よく映画の試写会に行っていた。それで映画の世界が好きになったのが、声優の道を目指したきっかけのベースになった。ちょうど大きくになってからアニメを通して職業としての声優を知り、「やってみたいな」と思ったという。
2000年、東京ミュージック&メディアアーツ尚美声優学科卒業後、江崎プロダクション養成所に15期生として入所。
2002年、マウスプロモーション所属。

## 人物
音域はG - E。独特の特徴的な声を持つ。
声優としてはテレビアニメ、外画吹き替えを中心に活躍している。

## 出演
太字はメインキャラクター。

### テレビアニメ
1999年
- 週刊ストーリーランド（女A）

2001年
- しあわせソウのオコジョさん（店員）
- 星界の戦旗II（女囚A）
- 名探偵コナン（女の子B）

2002年
- 奇鋼仙女ロウラン（ゲンヤ）
- 攻殻機動隊 STAND ALONE COMPLEX

2003年
- 無人惑星サヴァイヴ（シンゴの妹）

2004年
- 学園アリス（生徒C）
- 超変身コスプレイヤー（くるみ）
- それいけ! ズッコケ三人組（福山素子）

2005年
- おくさまは女子高生（女子生徒）
- TEO

2006年
- N・H・Kにようこそ!（ウエイトレス）
- 桜蘭高校ホスト部（州脇梓、宇佐美陽菜、ファーストフード店の店員、紅薔薇の会幹部E、中等部時代の女子生徒A）
- 格闘美神 武龍 REBIRTH（サチ）
- 砂沙美☆魔法少女クラブ（相川悠里）
- 少女チャングムの夢

2007年
- 神霊狩/GHOST HOUND（女子生徒）
- D.C.II 〜ダ・カーポII〜（2007年 - 2008年、生徒、母親、ウェイトレス、女の子、ゲレンデ客）- 2作

2008年
- BLEACH（音声）

2010年
- 逆立ちちゃん

2012年
- ハイスクールD×D（花弁ライダーピンキー〈桃園モモ〉）

### OVA
- にじいろのさかな（2005年）
- ウルトラマニアック（2007年、1年女子）

### Webアニメ
- リーンの翼（2005年）
- マウスどうぶつえん（2019年、イルカのりさ）

### ゲーム
- White 〜セツナサのカケラ〜（2000年、三枝葉月）
- 東京バス案内2（2005年）
- クラッシュ・バンディクー フェスティバル（2006年、ココ・バンディクー）
- フルハウスキス2（2006年、姫神桜子）
- 降魔霊符伝イヅナ 弐（2007年、ツバキ、ミズキ、サクセス、ヒナギク、ステラ、スイレン）
- クラッシュ・バンディクー ブッとび3段もり!（2017年、ココ・バンディクー）

### ドラマCD
- 美女が野獣（2003年、寮生）
- 幽遊白書（2004年、看護師、女生徒3）
- フルハウスキス 〜真夏の夜の夢〜（2005年、姫神桜子）
- 桜蘭高校ホスト部 アニメドラマCD（2006年、女生徒）
- マリア様がみてる いつしか年も（2006年、女生徒）
- キリノセカイ（2014年、月篠カンナ）

### BLCD
- Dear.ジェントルパパ（2003年、女性社員）
- 少年☆周波数 第二、三章（2003年、長谷川世利奈）
- ミックス ミックス チョコレート（2003年、女子生徒）
- 純情ロマンチカ2（2005年、女子高生）
- マイファニーバレンタインチロル（2005年、女子生徒）
- 愛人☆淫魔（2006年、藤丸の母）

### 吹き替え

#### 映画
- アンディ・ガルシア 沈黙の行方（女子学生）
- 歌追い人（ポリー）
- 歌え!ロレッタ愛のために（パッツィ・クライン〈ビヴァリー・ダンジェロ〉）
- クリスティ2（リトルバール）
- 13デイズ（キャシー〈ケイトリン・ワックス〉）
- ザ・ガーディアン（ミッシェル）
- シャンヌのパリ、そしてアメリカ（メアリー・エレン〈キャサリン・ビレミノット〉）
- チャイニーズ・ゴースト・ストーリー（ピンアン・シュロ）
- バイカーボーイズ（ウィリー）
- ヒトラー 〜最期の12日間〜（ヒトラーの秘書、官邸給仕 他）
- ファイナル・デスティネーション（クリスタ・マーシュ）
- フレディVSジェイソン
- 僕のスウィング（バイオリニスト / カロ）
- レッド・ドラゴン（スージー・リーズ〈モーガン・グラバー〉、女子店員）※ソフト版

#### ドラマ
- ERVII緊急救命室（タイニー、エイミー、ステイシー 他）
- WITHOUT A TRACE/FBI 失踪者を追え! シーズン2 #1
- おとぼけスティーブンス一家（カーラ〈リサ・フォイルズ〉）
- 堕ちた弁護士 -ニック・フォーリン-
- コールドケース 迷宮事件簿 #2
- ゴッサム・シティ・エンジェル（エイミー）
- シナリオライターは君だ! #48
- スキャンダル 託された秘密（ダンサー）
- スタートレック:エンタープライズ
- 超人ハルク（女性研究員）
- パパ（店員、後輩）
- 冒険王 キング・オブ・ヒーロー（モイン）
- BONES
- レイブン 見えちゃってチョー大変!（ダニエル）
- 恋愛兵法（ソン・ユシュアン〈ビビアン・スー〉）
- ロズウェル - 星の恋人たち（女子生徒の声）#15
- ワンだー・エディ

#### アニメ
- 長くつ下のピッピ
- リセス 〜ぼくらの休み時間〜
- レインボーフィッシュ（2000年）
- パワーパフガールズ（2001年）
- X-メン:エボリューション（2002年、女子生徒）
- 怪傑ゾロ 〜Zの伝説〜（2002年、ルイーサ）
- ムーラン2（2005年）

### ラジオ
- マウスプロモーションWEBラジオ

### ボイスオーバー
- 住商ホームショッピング通販

### テレビドラマ
- 真夜中の百貨店 〜シークレットルームへようこそ〜 第13話「着心地すらり上品浴衣」（2016年、BSジャパン）

### webドラマ
- 赤川次郎ミステリー「月の光 〜沈める鐘の殺人〜」（語り）

### 映画
- ファントマ（2005年） - 西村鈴蘭
- あかいあかい青りんご（2015年） - エルマの声

### 舞台
- シアター･ブロック公演
  - いのちのたいせつ 第4回杉並演劇祭参加作品（2007年）
  - ファルス・FARCE・笑劇〈ふぁるす〉（2008年）

### その他コンテンツ
- 教育ビデオ「テンちゃんと森の種」